# Rosalía
Rosalia Vila i Tobella, més coneguda pel nom artístic de Rosalía (Sant Esteve Sesrovires, 25 de setembre de 1992), és una cantautora i actriu catalana.
Va treballar a duo amb Juan Gómez, Chicuelo, al Festival Internacional de Cinema 2013 de Panamà i al Festival Grec de Barcelona per a l'obra de ball contemporani De Carmen. El 2013 va participar en l'Association of Performing Arts Presenters (APAP) Conference a Nova York i fou la veu solista en l'obra de culminació de l'Any Espriu 2014 al Palau de la Música. El 2015 va col·laborar amb La Fura dels Baus en un espectacle estrenat a Singapur. Va fer de telonera de Miguel Poveda, acompanyada per Alfredo Lagos, al Festival Internacional de Música de Cadaqués, i també va actuar al Festival de Jerez 2016. Va treballar amb Rocío Márquez a la presentació del seu disc El Niño al Festival Primavera Sound 2015. El 2017 va presentar l'àlbum Los Ángeles, un projecte conjunt amb el productor i músic Raül Fernández, Refree.
Al 2018, després d'estrenar una sèrie de vídeos al seu canal de YouTube, va presentar un nou projecte seu titulat El mal querer, un àlbum conceptual amb les relacions tòxiques masclistes com a tema principal. L'àlbum, inspirat en la novel·la occitana del segle xiii Flamenca, fou coproduït al costat de Pablo Díaz-Reixa, El Guincho, que també participà en la composició d'algunes cançons. El 30 de maig d'aquest mateix any va estrenar el primer senzill d'aquest segon disc, titulat Malamente. Amb aquest treball va guanyar dos Premis Grammy Llatins el 2018, esdevenint així el primer artista espanyol a aconseguir aquests guardons amb un sol treball.
Al 2019 va interpretar a la gala dels Premis Goya una cançó de Los Chunguitos, Me Quedo Contigo, arranjada per Bernat Vivancos i acompanyada de l'Orfeó Català. El mateix any va publicar la seva primera cançó en català anomenada Milionària dins l'EP F*cking Money Man.

## Biografia

### 1992-2016: Primers anys i inicis de carrera
Rosalía va néixer el 25 de setembre de 1992 a l'Hospital General de Catalunya de Sant Cugat del Vallès, i es va criar a Sant Esteve Sesrovires. És la filla menor de Pilar Tobella, una empresària catalana que fa dècades que dirigeix l'empresa familiar. El seu pare, José Manuel Vila, va néixer a Cudillero (Astúries). Els seus avis paterns eren d'origen gallec i andalús, i el seu besavi era cubà. Té una germana gran, Pilar "Pili" Vila, que treballa amb Rosalía com a estilista. Rosalía va manifestar el seu interès per les arts escèniques a una edat primerenca especialment després de descobrir la discografia de Camarón de la Isla. Va començar la seva formació musical professional als 16 anys al Taller de Músics i va realitzar un curs de sis anys a l'acadèmia. Va començar a assistir a classe a l'escola del Raval però, a causa de les seves altes qualificacions i múltiples recomanacions, es va traslladar a l'Escola Superior de Música de Catalunya per acabar els estudis. També va treballar de forma autònoma com a cantant independent en casaments i bars musicals, per la qual cosa cobrava "una mica més de 80 euros o canviava la feina per un sopar". Durant aquesta època, Rosalía va conèixer molts artistes espanyols underground que després triomfarien com La Zowi, Yung Beef, Kaydy Cain, Hinds o Maria Escarmiento.
Als 15 anys, va concursar en el programa de televisió Tu Sí Que Vales, encara que no va ser seleccionada. El 2012 es va convertir en la vocalista de Kejaleo, un grup de música flamenca en què participen Jordi Franco, Roger Blavia, Crist Fontecilla, Diego Cortés i Xavi Turull i que va publicar un disc, Alaire, el 2013. Aquell mateix any, Rosalía va treballar professionalment a duo amb Juan "Chicuelo" Gómez per promocionar la banda sonora de Blancaneus al Festival Internacional de Cinema de Panamà 2013 en substitució de Sílvia Pérez Cruz i al Festival Grec de Barcelona per a l'obra de dansa contemporània De Carmen. El 2013, va participar en la Conferència de l'Associació de Professionals de les Arts Escèniques (APAP) a Nova York, i va ser la veu principal en la culminació de l'Any Espriu 2014 al Palau de la Música. El 2015 va col·laborar amb La Fura dels Baus en un espectacle estrenat a Singapur. Va ser telonera de l'artista flamenc Miguel Poveda, acompanyada per Alfredo Lagos, al Festival Internacional de Música de Cadaqués, i també al Festival de Jazz de Jerez 2016. Va col·laborar amb Rocío Márquez a la presentació del seu disc El Niño, produït per Raül Refree, al Primavera Sound 2015. El 2015 també va col·laborar amb la marca de roba Desigual i va cantar el single del jingle de la seva campanya "Last Night Was Eternal". Aquell mateix any va publicar "Un Millón de Veces". La cançó formava part de l'àlbum benèfic Tres Guitarras Para el Autismo. La recaptació es va destinar a estudis sobre l'autisme. Amb 20 anys, va treballar com a professora de flamenc i professora de cant.
El 2016, va col·laborar amb el raper espanyol i exnòvio C. Tangana a Antes de Morirme. La cançó va ser un èxit dorment i va entrar a la llista de singles espanyola el 2018, després de l'èxit d'altres treballs de Rosalía. La col·laboració va rebre atenció internacional quan va aparèixer en la banda sonora de la primera temporada de la sèrie espanyola de Netflix Élite (2018).

### 2016–2017:Los Ángeles

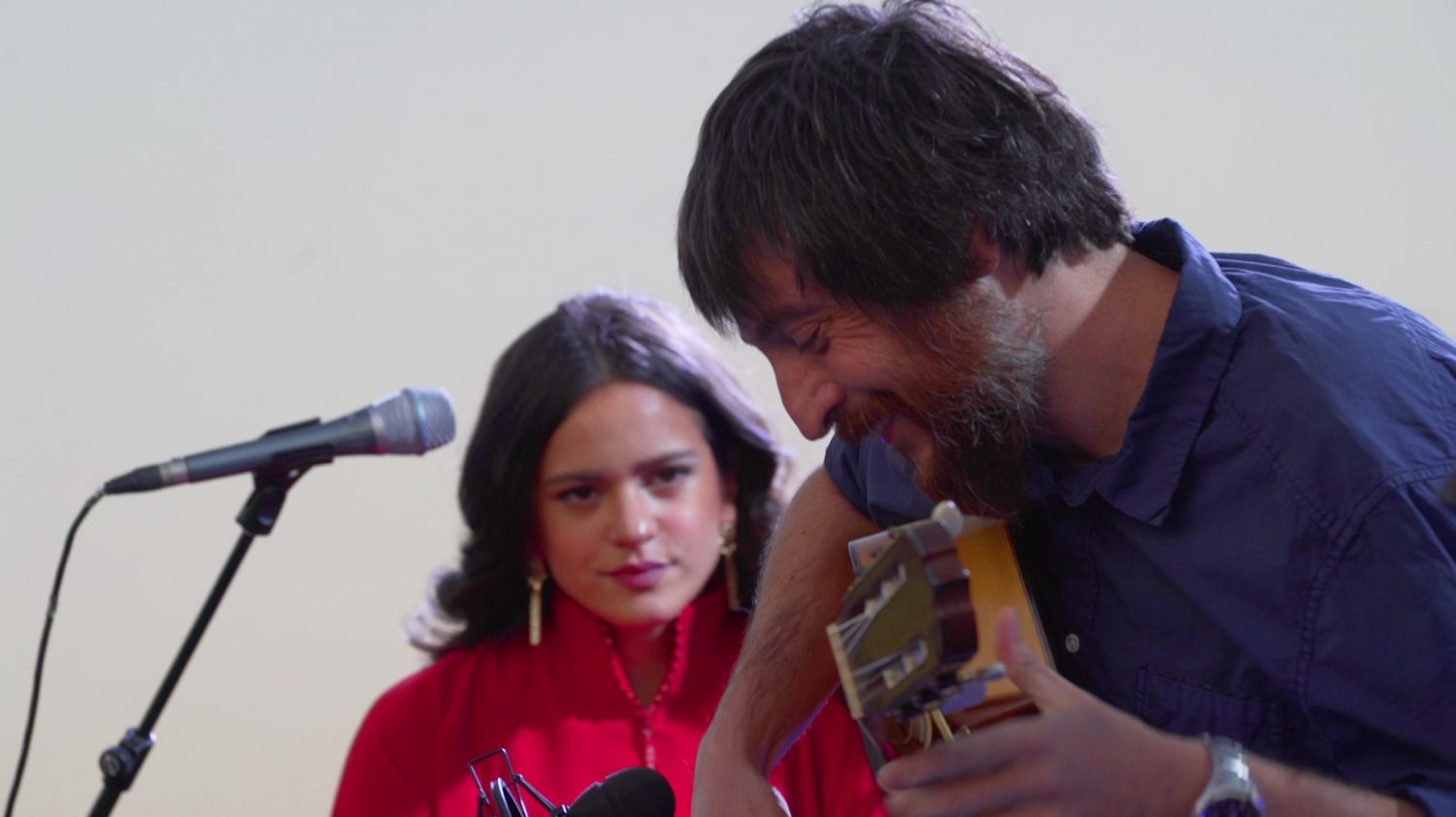
Rosalía i Raül Refree actuant a Madrid el juliol del 2017

El 2016, Rosalía va actuar davant d'un centenar de persones al Tablao del Carmen, un local especialitzat en flamenc al Poble Espanyol, a Barcelona. Entre el públic hi havia Raül Refree, a qui va convidar a l'espectacle. Van començar a treballar en dos discos junts. Rosalía va signar amb Universal Music a finals de 2016, i es va traslladar a Califòrnia. A partir de llavors, només va publicar l'àlbum Los Angeles. L'àlbum parla de la mort d'una manera fosca amb acords agressius de guitarra de Refree. Presenta reelaboracions de clàssics del flamenc rebent diversos elogis. Va ser nominada a Millor Artista Nova en la 18a edició dels Grammy Llatins. L'àlbum va sortir a la venda el 10 de febrer de 2017 a través d'Universal Music i va donar lloc a dos singles, "Catalina", publicat l'octubre de 2016, i "De Plata", publicat l'agost de 2017. L'àlbum va ser molt ben rebut per la crítica i Jordi Bardají va escriure l'1 de novembre de 2018 que el disc era "un dels majors sleepers que han conegut les llistes de vendes espanyoles en els darrers temps." Los Angeles va aconseguir la seva posició màxima en el número nou l'11 de novembre de 2018 i es va mantindre a la llista d'àlbums un total de 89 setmanes. Los Angeles va guanyar el premi "Àlbum de l'Any" en els Premis Time Out i el Premi Ruido de la Premsa al Millor Disc Nacional, entre d'altres. El 2017, RTVE es va posar en contacte amb Rosalía perquè participés en la preselecció per representar Espanya al Festival d'Eurovisió 2017, cosa que ella va declinar per problemes d'agenda amb la promoció del seu disc debut.
Rosalía i Raül Refree es van embarcar en una gira de concerts, Los Angeles Tour, donant suport al seu primer àlbum d'estudi junts. La gira va començar l'11 de febrer de 2017 a Granada i va finalitzar l'1 de març de 2018 al Palau de la Música Catalana. Durant la gira, el 2018, la cantant valenciana Bebe va assistir a un dels seus concerts al costat de Juanes, qui es va obsessionar immediatament amb ella i li va demanar a la seua mànager Rebeca León que treballés amb ella, qui va accedir a dirigir-la perquè li semblava un "tipus d'artista que es dona una vegada cada cinquanta anys".

### 2018–2020:El Mal Quereri reconeixement internacional
El procés de gravació del segon àlbum d'estudi de Rosalía, El Mal Querer, es va iniciar a principis de 2017 com a projecte de batxillerat, en graduar-se a l'Escola Superior de Música de Catalunya. Ella va triar personalment treballar al costat del músic espanyol El Guincho i va gestar el seu concepte al costat del seu amic Ferran Echegaray, que va apostar pel Roman de Flamenca per seguir el fil argumental de l'àlbum. Així, cada cançó del disc seria un capítol de la història narrada en l'anònima novel·la occitana. Tot i no tenir pressupost per produir el disc, ja que era una artista independent que treballava en un projecte universitari, Rosalía va invertir molt dels seus propis diners, fins al punt d'estar a punt de fer fallida. Tot i això, va seguir treballant en ell, afirmant que "el meu objectiu era trobar una manera d'explicar aquesta tradició que m'obsessiona de la manera més personal, sense por i amb risc. Abans de treure el disc estava endeutada i no tenia garanties que això funcionés, però tenia l'esperança que, com ho estava fent de cor, anés a uns quants o a molts, que als que els agradés, els agradés de veritat". El disc es va gravar gairebé per complet a l'apartament d'El Guinxo a Barcelona amb un ordinador, un micròfon i una taula de so. S'hi barrejaria el flamenc tradicional amb la música pop i urbana actual.
El maig de 2018, la cantant va anunciar el títol del seu proper àlbum en una petita sèrie pròpia de YouTube. J Balvin va llançar paral·lelament el seu cinquè àlbum d'estudi, Vibras, que va comptar amb la participació de Rosalía en el tema "Brillo". Aquest mateix mes, Rosalía va llançar el senzill principal de l'àlbum, "Malamente". Aquest va cridar l'atenció de personalitats internacionals com Kourtney Kardashian i Dua Lipa, així com de nombrosos crítics musicals. L'agost, Rosalía va ser contractada per actuar en la festa del 60 aniversari de Madonna, però va cancel·lar l'actuació després de nombrosos conflictes logístics. "Malamente" es va promocionar en diverses gales de premis com els MTV Europe Music Awards 2018, així com als Grammy Llatins. El seu vídeo musical, dirigit per la companyia catalana Canada, es va tornar viral a Internet i va ser nomenat Video de l'Any per Pitchfork. La cançó va ser nominada a cinc Grammy Llatins, dels quals va guanyar dos, per Millor Cançó Alternativa i per Millor Fusió/Interpretació Urbana. "Malamente" està certificat com a cinc vegades platí a Espanya per vendre més de 200.000 còpies i també és platí als Estats Units. El següent single, "Pienso en tu Mirá", va ser llançat el juliol a través de Sony Music. El seu videoclip també es va fer viral a les xarxes socials, amb elogis per la seva estètica i simbolisme poètic. Molts portals espanyols ja en parlaven com el "fenomen Rosalía" o l'"huracà Rosalía". La cançó va ser nominada com a Millor Cançó Pop als premis Grammy Llatins 2019. El tercer single, "Di Mi Nombre", publicat tres dies abans de l'àlbum, li va valer a Rosalía el seu primer número u a Espanya.
El Mal Querer es va estrenar el 2 de novembre de 2018 i va debutar al número dos de la llista de PROMUSICAE. Es presenta com a experimental i conceptual, girant al voltant d'una relació heterosexual tòxica, inspirada en la novel·la anònima occitana del segle xiii Flamenca. Va entrar a les llistes de Bèlgica, Suïssa, Portugal, Països Baixos i Estats Units, on l'àlbum va debutar al primer lloc de la llista d'àlbums de pop llatí dels Estats Units. El Mal Querer va ser universalment aclamada per la crítica musical. En el seu article per a The Guardian, el crític principal Alexis Petridis va elogiar l'àlbum, donant-li la màxima qualificació i descrivint-ho com "la targeta de visita d'un nou talent únic". El Mal Querer va ser inclòs en més de vint llistes d'àlbums de cap d'any i de final de dècada per publicacions com Pitchfork, Billboard i The Guardian. Rolling Stone el va incloure en el lloc 315 de la seva llista dels 500 millors àlbums de tots els temps de 2020, convertint-ho en l'àlbum en espanyol més alt de la llista. El Mal Querer va ser posteriorment nominat a diversos premis, entre els quals s'inclouen quatre Grammy Llatins, un premi Latin Billboard Music, un premi Latin American Music i un premi LOS40 Music. Va guanyar els premis Grammy Llatins a l'Àlbum de l'Any, Millor Àlbum Vocal Pop Contemporani, Millor Enginyeria d'Enregistrament i Millor Paquet d'Enregistrament. Per tant, Rosalía es va convertir en la primera dona en rebre el Premi Grammy Llatí a l'Àlbum de l'Any des de Shakira el 2006. També va guanyar el Premi Grammy al Millor Àlbum Llatí de Rock, Urbà o Alternatiu.
El 2019 Rosalía va participar en la pel·lícula de Pedro Almodóvar Dolor y gloria. No obstant això, aquesta no va ser la primera vegada que Rosalía participava en una producció audiovisual. El 2018, va cantar el tema de la segona temporada de la sèrie espanyola d'èxit de Netflix Paquita Salas i va col·laborar amb la veu a la banda sonora d'Arde Madrid. El febrer de 2019, Rosalía va interpretar una versió renovada de "Me Quedo Contigo" de Los Chunguitos al costat de l'Orfeó Català en la 33a edició dels Premis Goya, que va rebre l'aplaudiment universal de la crítica i el públic. Es va embarcar a la seva primera gira mundial, El Mal Querer Tour, en suport del seu segon àlbum d'estudi un mes després. La gira va visitar diversos festivals com Lollapalooza, Glastonbury i Coachella. Més de 63.000 persones van veure Rosalía en directe al Primavera Sound, a Barcelona, convertint-se en el concert amb més públic de la gira. La gira va finalitzar el desembre del 2019 al WiZink Center de Madrid després de 43 concerts (12 dates en solitari -tres en estadis- i 31 en festivals).

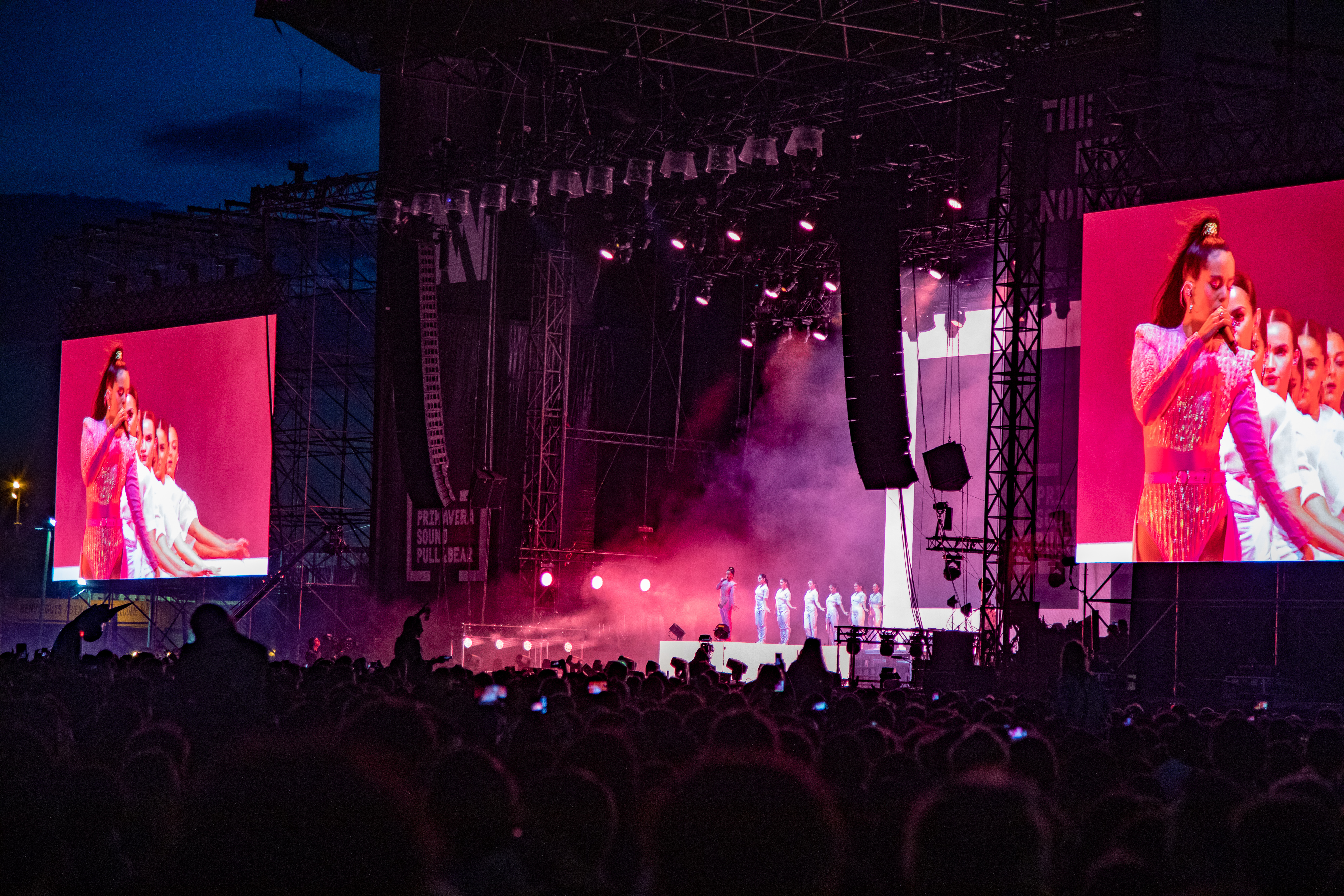
Rosalía actuant davant una multitud de 63.000 persones al Primavera Sound el juny de 2019

Durant la gira, Rosalía va llançar diverses cançons i el 28 de març del 2019 va publicar una segona col·laboració amb Balvin, "Con Altura". Tot i rebre inicialment crítiques diverses, "Con Altura" va encapçalar les llistes d'èxits a Argentina, Colòmbia, República Dominicana, Mèxic, Veneçuela i Espanya. El seu vídeo musical, dirigit per Director X, es va convertir en el vídeo musical d'una artista femenina més vist del 2019. També va generar el seu sobrenom "La Rosalía" i la seva coreografia va acabar convertint-se en viral i en tot un moment de la cultura pop llatina. "Con Altura" va guanyar dos MTV Video Music Awards al Millor Vídeo Llatí i a la Millor Coreografia, convertint-se en la primera actuació espanyola en guanyar-ne un. També va guanyar el premi a la Millor Col·laboració als MTV Europe Music Awards 2019 i a la Millor Cançó Urbana als Grammy Llatins 2019. La cançó ha venut més de set milions de còpies a tot el món fins al moment.
El maig, Rosalía va llançar la cançó "Aute Cuture", convertint-se en el seu tercer número u a Espanya i li va valer una nominació als Grammy Llatins com a Enregistrament de l'Any. El juliol va llançar el single Fucking Money Man, que inclou dos temes: "Milionària" (que va cantar en català) i "Dios Nos Libre del Dinero". "Milionària" va ser un èxit, convertint-se en el seu quart número u a l'estat espanyol. El 15 d'agost va llançar la seva col·laboració amb Ozuna "Yo x Ti, Tu x Mi". Es va convertir en el seu cinquè número u a Espanya i va obtenir dos premis: Millor Cançó Urbana i Millor Fusió/Interpretació Urbana en la 21a edició dels Grammy Llatins. El novembre, Rosalía va llançar "A Palé", que compta amb la col·laboració de James Blake, amb qui ja havia treballat a "Barefoot in the Park". El desembre, Rosalía va participar al costat de Lil Baby en la remescla de "Highest in the Room" de Travis Scott, que va aconseguir el quart lloc i va suposar la primera vegada que una cançó seva entrava en la llista global de Spotify. Va ser guardonada amb el premi Rising Star als Billboard's Women in Music pel reconeixement internacional que va aconseguir durant l'any i per "canviar el so de la música mainstream actual amb el seu fresc pop d'influència flamenca".
La interpretació de "Juro Que" per part de Rosalía a la 62a edició dels Premis Grammy va suposar la primera vegada que una artista espanyola actuava a la gala. A més, es va convertir en la primera cantant espanyola de la història en ser nominada a Millor Artista Revelació. Durant el confinament, Rosalía va llançar "Dolerme" i, al maig, "TKN", la seva segona col·laboració amb Travis Scott, que va acabar convertint-se en la seva primera entrada al Billboard Hot 100 dels Estats Units, debutant al número 66, així com al seu sisè número u a Espanya. Es va fer molt popular a TikTok a nivell mundial. El vídeo musical de "TKN", dirigit per Nicolás Méndez, va guanyar el premi Grammy Llatí al millor vídeo musical de curta durada. També va obtenir una nominació a la millor direcció als Berlin Music Video Awards. El 22 de juny, Arca i Rosalía van llançar la seva esperada col·laboració "KLK", inclosa a l'àlbum del músic Kick I.

### 2020–present: col·laboracions iMotomami

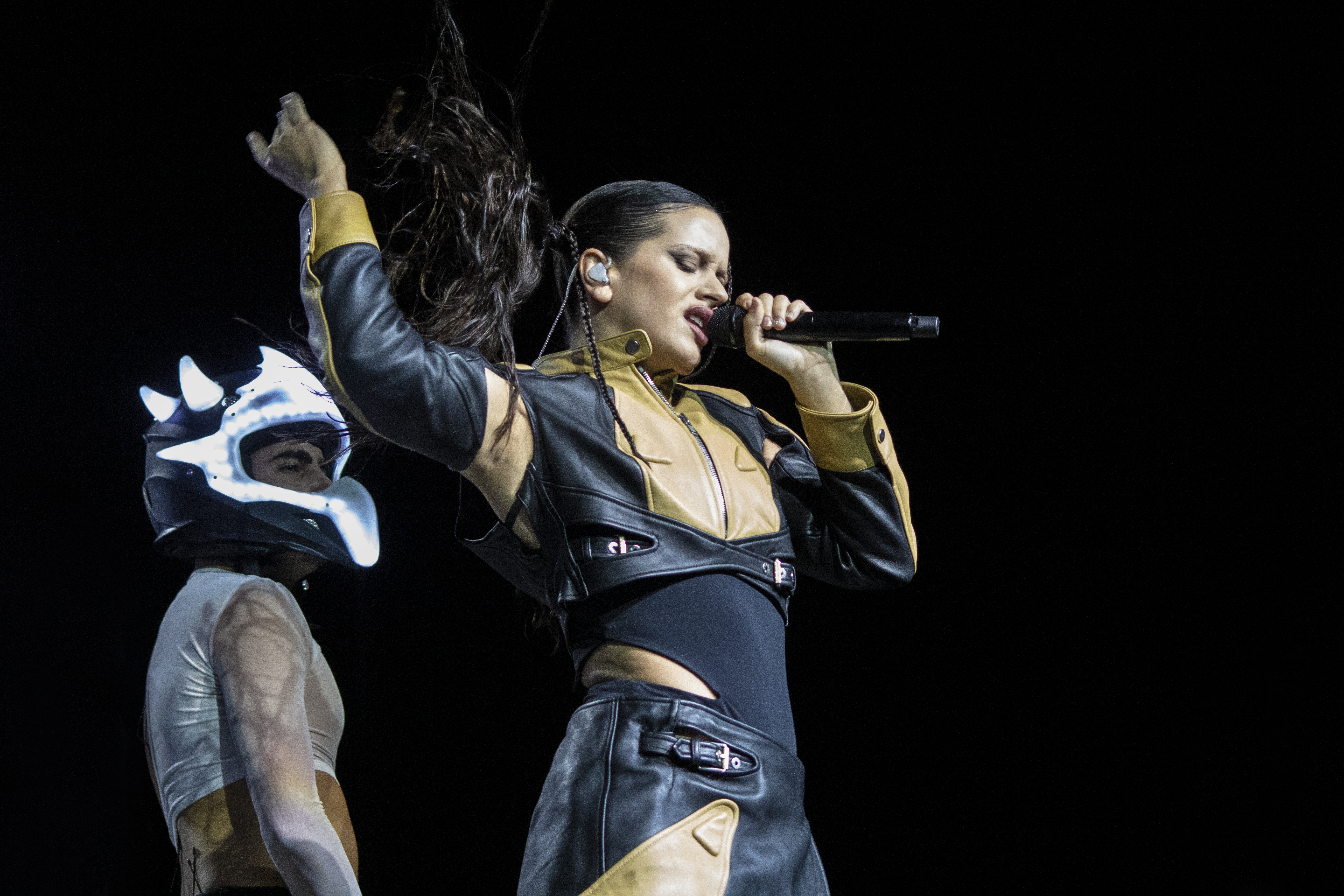
Rosalía actuant en el seu Motomami World Tour, 2022

Les sessions d'enregistrament del tercer àlbum d'estudi de Rosalía van començar ja el 2019. A causa de la pandèmia de COVID-19, Rosalía es va traslladar a Miami, on va continuar treballant a l'àlbum alhora que posava veu a diverses cançons. El 4 de setembre de 2020, va treure un remix de "Relación" de Sech, en què també participen Daddy Yankee, Farruko i J Balvin, el que li va valer a Rosalía la seva segona entrada al Billboard Hot 100, aconseguint el lloc 64. També va participar al tercer àlbum d'estudi en solitari de Bad Bunny, El Último Tour del Mundo, en el tema "La Noche De Anoche" que més tard es va llançar com a senzill el Dia de Sant Valentí. La col·laboració, interpretada a Saturday Night Live, es va convertir en un gran èxit comercial, debutant en el número dos de la llista global de Spotify amb 6,63 milions de streams en un sol dia, marcant el major debut d'una cançó cantada íntegrament en espanyol de la història. Una setmana després, va col·laborar amb The Weeknd en la remescla de "Blinding Lights" i, al gener, amb Billie Eilish a "Lo Vas a Olvidar", que va aparèixer en un episodi especial d'Euphoria. Rosalía va col·laborar més tard amb Oneohtrix Point Never i Tokischa a "Nothing's Special" i "Linda", respectivament.
El 2 de novembre de 2021, Rosalía va anunciar el títol del seu nou àlbum Motomami, que va sortir a la venda el 18 de març de 2022 a través de Columbia Records. La promoció prèvia al llançament de l'àlbum va abastar la publicació de tres senzills i els senzills promocionals Hentai i Candy. La cançó principal, “La Fama”, amb The Weeknd, és una bachata experimental que va obtenir un gran èxit comercial. Es va convertir en el setè número u de Rosalía a Espanya, va arribar al cinquè lloc a França i va arribar al top ten en vuit països més. Al desembre de 2021, Rockstar Games va llançar una nova emissora de ràdio a Grand Theft Auto Online, Motomami Los Santos, comissariada per Rosalía i Arca. Al febrer de 2022, Rosalía va revelar la caràtula de l'àlbum Motomami i va llançar "Saoko" com a segon senzill de l'àlbum amb gran èxit de crítica. El vídeo musical de la cançó, dirigit per Valentin Petit, es va rodar a Kíiv, principalment al pont Podilskyi. Pel seu muntatge, realitzat per Petit i Jon Echeveste, el vídeo va guanyar el premi MTV Video Music Award al millor muntatge. El 24 de febrer, Rosalía va llançar "Chicken Teriyaki" com a tercer senzill de l'àlbum.

## Vida personal
El 2016, Rosalía va començar a sortir amb el raper espanyol C. Tangana. Ambdós van escriure vuit de les onze cançons del segon àlbum de Rosalía, El Mal Querer, i van col·laborar vocalment en dues ocasions. Van deixar la relació després de dos anys, el maig del 2018. Des de llavors, la parella s'ha referenciat en cançons, publicacions a xarxes socials, entrevistes i vídeos musicals.
El març de 2020, Rosalía va començar a sortir amb el cantant porto-riqueny Rauw Alejandro. El 2022 van comprar La Morera, una casa modernista als afores de Manresa per 2,2 milions d'euros, declarada Bé Cultural d'Interès Local. El juliol de 2023 es va fer pública la ruptura de la seva relació.
A data de 2023, està en una relació amb l'actor estatunidenc Jeremy Allen White.

### Posicionaments polítics i religiosos
Rosalía s'identifica com a feminista. En ser felicitada en la gala dels Billboard Women in Music, la cantant va afirmar: "Tenia quinze anys quan vaig entrar en un estudi de gravació per primer cop tenint totes aquestes dones com a referents. Em va sobtar tant el fet que només hi havia homes en la sessió, que des d'aquell moment, he estat lluitant per tenir el mateix nombre d'homes i de dones a l'estudi. Tan simple com això". Rosalía té una civella de cintura de lliga tatuada en la seva cuixa esquerra en referència a la performance d'art corporal de 1970 de Valie Export. En el tatuatge, la civella apareix com a símbol d'una esclavitud passada, el vestit com a supressió de la sexualitat, la lliga com a atribut de la feminitat no determinada per un mateix. Com a ritus social que ens eximeix de les necessitat físiques, l'oposició de la nostra cultura al cos és clara. La lliga com a signe de pertinença a una classe que exigeix un comportament específic esdevé un record. Rosalía és també proelecció. Durant un concert a Mèxic, duia un mocador verd en suport de la Campanya Nacional per al Dret a un Abortament Legal, Segur i Gratuït. La cantant és també una ferma defensora del col·lectiu LGBT. Tots els beneficis de la seva campanya cosmètica Viva Glam es van donar en suport de les dones, les joves i la comunitat LGBT. Al juliol de 2021, va condemnar l'assassinat de Samuel Luiz, dient, "Samuel no va mentir, va ser assassinat".
Pel que fa a les creences religioses de la Rosalía, va revelar que nova ser mai batejada ni duta a cap església pels seus pares. La seva àvia, que era cristiana la duia sovint a l'església si ella li ho demanava. Allà va començar a creure en Déu tot i que mai no es va vincular a l'Església Catòlica ni es va considerar cristiana.
Pel que fa a la política i a conflictes internacionals, al novembre de 2019, arran de la convocatòria de les segones eleccions generals a Espanya en sis mesos, Rosalía va piular "fuck Vox", en referència al partit polític nacionalista espanyol d'ultradreta que tenia una quantitat considerable d'escons en les Corts Generals i que s'estava fent molt popular en aquells moments. Després que se li preguntés sobre política en una roda de premsa dos dies després, va dir: "Crec que és un tema molt delicat i no crec que aquest sigui el lloc per parlar-ne." Al maig de 2020, Rosalía va mostrar la seva indignació per la mort de George Floyd i va assistir breument a la manifestació a Miami en defensa de la igualtat racial, marxant d'hora per poder assistir en un concert solidari virtual organitzat per TeleHit. A l'octubre, va oferir la seva cançó "A Palé" per a una campanya de Sony Music a favor de la participació en les eleccions presidencials estatunidenques de 2020 sota el títol "Your Voice. Your Power. Your Vote".

## Estil musical i influències
Rosalía mescla el flamenc tradicional amb la cobla i amb estils moderns com el pop, el trap, hip-hop, la música electrònica i la música experimental, i es pot categoritzar com a nou flamenc, flamenc-pop, flamenc-trap, pop experimental, worldbeat i música electrònica. Joan Luna, cap de redacció de la revista Mondo Sonoro, ho descriu com «un pop mainstream d'influència urbana». Després del seu èxit amb l'àlbum "El mal querer", ha tret singles amb artistes reconeguts dins de l'escena musical llatina com Ozuna o J Balvin, amb un so menys experimental, més orientats al pop llatí i al reggaeton.
Dins de les seves influències musicals esmenta La Niña de los Peines, Camarón de la Isla, Niña Pastori, Tomás Luis de Victoria, Estopa, Lole y Manuel, Manolo García, el cant gregorià, melodies tradicionals de tangos de La Repompa de Málaga, Björk, Kanye West, James Blake, Beyoncé, Madonna, Justin Timberlake, Rihanna, Tego Calderón, Héctor el Father i Héctor Lavoe.

## Discografia

### Àlbums
- 2017: Los ángeles. Discogràfica: Universal Music Spain. Llançamentː 10 de febrer de 2017.
- 2018: El mal querer. Discogràfica: Sony Music. Llançament: 2 de novembre de 2018.
- 2022: Motomami. Discogràfica: Columbia Records. Llançament: 18 de març de 2022.

### Extended plays
- 2019: Fucking Money Man
- 2023: RR (amb Rauw Alejandro)

### Senzills
- 2016: «Catalina»
- 2017: «Aunque es de noche», produït per Raül Refree, compost per Enrique Morente, basat en un poema de Joan de la Creu
- 2019: «Con altura»
- 2019: «Aute cuture»
- 2019: «Milionària»
- 2019: «Dio$ no$ libre del dinero»
- 2023: LLYLM

### Senzills promocionals
- 2018: «Malamente», produït per El Guincho i Rosalía, videoclip dirigit i produït per CANADA
- 2018: «Pienso en tu mirá - Cap.3: Celos», produït per El Guincho i Rosalía, videoclip dirigit i produït per CANADA
- 2018: «Di mi nombre - Cap.8: Éxtasis», produït per El Guincho i Rosalía, videoclip produït per CAVIAR
- 2018: «Bagdad - Cap.7: Liturgia», produït per El Guincho i Rosalía, videoclip produït per DIVISION
- 2019: «De aquí no sales- Cap.4: Disputa», produït per El Guincho i Rosalía, videoclip produït per SME
- 2020: Dolerme

### Col·laboracions
- «Antes de morirme», C. Tangana i Rosalía (2016)
- «Llámame más tarde», C. Tangana i Rosalía (2016)
- «Con la peña», Cálido Lehamo, Rosalía i Space Out Family (2017)
- «Retsu», Dj Swet, Foyone, Ihon i Rosalía (2017)
- «Un largo viaje», Fernando Vacas, Lín Cortés, Rosalía i Vallellano & The Royal Gipsy Orchestra (2018)
- «Brillo», J Balvin i Rosalía (2018)
- «Ay, Paquita», banda sonora de la sèrie de Netflix, Paquita Salas (2018)
- «Suncity», Khalid i Rosalía (2018)
- «Barefoot In The Park», James Blake i Rosalía (2019)
- «Con Altura», J Balvin, El Guincho i Rosalía (2019)
- «Yo x Ti, Tu x Mi», Ozuna i Rosalía (2019)
- «Highest In The Room (Remix)», Travis Scott, Rosalia i Lil Baby (2019)
- «TKN», Travis Scott i Rosalía (2020)
- «Relación remix», Sech, J Balvin, Farruko, Daddy Yankee i Rosalía (2020)
- «Blinding Lights Remix», The Weeknd i Rosalia (2020)
- «La Noche de Anoche», Bad Bunny i Rosalía (2020)
- «Lo Vas A Olvidar», Billie Eillish i Rosalía, banda sonora de l'episodi especial de la sèrie de HBO Euphoria, Part 2: Jules (2021)
- «Linda», Tokischa i Rosalía (2021)
- «La Fama», The Weeknd i Rosalia (2021)

## Filmografia
- Dolor y gloria (Pedro Almodóvar, 2019)[130]

## Premis i nominacions
| Any  | Premi                    | Treball                                 | Categoria                                                   | Resultat   | Ref     |
| ---- | ------------------------ | --------------------------------------- | ----------------------------------------------------------- | ---------- | ------- |
| 2017 | Grammy llatí             | Rosalía                                 | Millor nova artista                                         | Nominada   | [ 131 ] |
| 2018 | Grammy llatí             | "Malamente"                             | Gravació de l'any                                           | Nominada   | [ 132 ] |
| 2018 | Grammy llatí             | "Malamente"                             | Cançó de l'any                                              | Nominada   | [ 132 ] |
| 2018 | Grammy llatí             | "Malamente"                             | Millor fusió/interpretació urbana                           | Guanyadora | [ 132 ] |
| 2018 | Grammy llatí             | "Malamente"                             | Millor cançó alternativa                                    | Guanyadora | [ 132 ] |
| 2018 | Grammy llatí             | "Malamente"                             | Millor vídeo musical curt                                   | Nominada   | [ 132 ] |
| 2018 | UK Music Video           | "Malamente"                             | Millor disseny de producció d'un vídeo                      | Nominada   |         |
| 2018 | UK Music Video           | "Malamente"                             | Millor estilisme d'un vídeo                                 | Nominada   |         |
| 2018 | UK Music Video           | "Malamente"                             | Millor vídeo pop-internacional                              | Guanyadora |         |
| 2018 | UK Music Video           | "Pienso en tu mirá"                     | Millor vídeo pop-internacional                              | Nominada   |         |
| 2018 | MTV EMA                  | Rosalía                                 | Millor artista espanyola                                    | Nominada   |         |
| 2019 | Premis Enderrock         | Rosalía                                 | Millor artista en llengua no catalana (per votació popular) | Guanyadora | [ 133 ] |
| 2019 | Premis Enderrock         | "El mal querer"                         | Disc en llengua no catalana (premi de la crítica)           | Guanyadora | [ 133 ] |
| 2020 | Grammy                   | "El mal querer"                         | Millor àlbum de rock llatí, urbà o alternatiu               | Guanyadora | [ 134 ] |
| 2020 | Grammy                   | Rosalía                                 | Millor nova artista                                         | Nominada   | [ 134 ] |
| 2020 | Grammy llatí             | "Yo X Ti, Tu X Mi"                      | Millor interpretació urbana                                 | Guanyadora | [ 135 ] |
| 2020 | Grammy llatí             | "Yo X Ti, Tu X Mi"                      | Millor cançó urbana                                         | Guanyadora | [ 135 ] |
| 2020 | Grammy llatí             | "Dolerme"                               | Millor cançó pop/rock                                       | Nominada   | [ 135 ] |
| 2020 | Grammy llatí             | "TKN"                                   | Millor videoclip curt                                       | Guanyadora | [ 135 ] |
| 2020 | Premis Enderrock         | Rosalía                                 | Millor artista en llengua no catalana (per votació popular) | Guanyadora | [ 136 ] |
| 2021 | MTV VMA                  | "Lo vas a olvidar"                      | Millor vídeo                                                | Guanyadora | [ 137 ] |
| 2022 | Grammy llatí             | "Motomami"                              | Àlbum de l'any                                              | Guanyadora | [ 138 ] |
| 2022 | Grammy llatí             | "Motomami"                              | Millor àlbum de música alternativa                          | Guanyadora | [ 138 ] |
| 2022 | Grammy llatí             | "Motomami"                              | Millor enginyeria de gravació i disseny                     | Guanyadora | [ 138 ] |
| 2022 | MTV VMA                  | "Saoko"                                 | Millor edició                                               | Guanyadora | [ 137 ] |
| 2022 | Los40 Music Awards       | "Motomami"                              | Millor àlbum                                                | Guanyadora | [ 139 ] |
| 2022 | Los40 Music Awards       | "Motomami World Tour"                   | Millor festival, gira o concert                             | Guanyadora | [ 139 ] |
| 2023 | Grammy                   | "Motomami"                              | Millor àlbum alternatiu o rock llatí                        | Guanyadora | [ 140 ] |
| 2023 | Grammy                   | Motomami (Rosalía TikTok Live Perfomace | Millor video format llarg                                   | Nominada   | [ 141 ] |
| 2023 | Grammy llatí             | Despechá                                | Gravació de l'any                                           | Nominada   | [ 142 ] |
| 2023 | Billboard Women in Music | Rosalía                                 | Productora de l'any                                         | Guanyadora | [ 143 ] |
| 2023 | Premis Enderrock         | "Motomami"                              | Millor disc de l'any de la crítica                          | Guanyadora | [ 144 ] |

### Altres premis
- Premi Ull Crític de RNE 2017 a la Música moderna[145]
- Premi Soroll de la Premsa 2017 al Millor disc espanyol[146]
- Premi Glamour 2017 a l'Artista de l'any[147]
- Premi Rockdelux 2017 al Millor vídeo, al Millor àlbum, i al Millor artista.
- Premi Time Out Barcelona 2017 al Millor àlbum[148]
- Premi ABC 2017 a la Millor gravació nacional[149]
- Premi Ciutat de Barcelona 2018[150]
- El 2025 fou inclosa a la llista Forbes de les «100 dones més influents de Catalunya».[151]